# پدرو کالدرون
پدرو کالدرون د لا بارکا ی باردا گونزالز د هنائو روئیز د بلاسکو ی ریانو (به اسپانیایی: Pedro Calderón de la Barca y Barreda González de Henao Ruiz de Blasco y Riaño) معروف به پدرو کالدرون د لا بارکا (زادهٔ ۱۷ ژانویه ۱۶۰۰ در مادرید – درگذشتهٔ ۲۵ مه ۱۶۸۱ در مادرید) نمایشنامه‌نویس و شاعر عصر طلایی اسپانیولی بود. در دوره‌هایی خاص از زندگیش نیز سرباز و کشیش کاتولیک رومی بوده‌است. او زمانی زاده شد که تئاتر عصر طلایی اسپانیولی توسط لوپه د وگا تعریف شده بود، کالدرون آن را بیشتر توسعه بخشید، آثار او به عنوان نقطهٔ اوج تئاتر باروک اسپانیایی شناخته می‌شود. به این ترتیب، او به عنوان یکی از مهمترین دراماتیست‌های اسپانیا و یکی از بهترین نمایشنامه‌نویسان ادبیات جهانی شناخته شده‌است.

## زندگی
کالدرون در مادرید زاده شد. مادر او که قرار معلوم، از تبار هلندی-بلژیکی (فلاندری) بود، در سال ۱۶۱۰ درگذشت؛ پدرش، یک فیدالگوی کانتابریاییتبار، منشی وزارت خزانه‌داری بود، در سال ۱۶۱۵ درگذشت. قرار بود که کالدرون به منظور تحصیل دروس دینی در مدرسهٔ یسوعی‌ها، کولگیو امپریال، در مادرید تحصیل کند؛ اما در عوض، او به دانشگاه سالامانکا رفت و حقوق خواند.
در جوانی و پیش از رسیدن به شهرت به خاطر انتقاد از کلیسا در یکی از نوشته‌هایش به زندان محکوم شد. بین سال‌های ۱۶۲۰ و ۱۶۲۲ کالدرون در چندین مسابقهٔ شعر به افتخار سنت ایزیدور در مادرید برنده شد. اولین اثر کالدرون به عنوان نمایشنامه‌نویس نمایشنامهٔ «عشق، احترام و قدرت» (به اسپانیایی: Amor, honor y poder) بود، که در ۲۹ ژوئن ۱۶۲۳ در رویال پالاس اجرا شد. این نمایشنامه با دو نمایشنامهٔ دیگر در آن سال دنبال شد: «جنگل گیج» (به اسپانیایی: La selva confusa) و «مکابیان» (به اسپانیایی: Los Macabeos). در طول دو دههٔ بعد، کالدرون بیش از ۷۰ نمایشنامه نوشت، که اکثر آن‌ها درام‌های دنیوی‌ای بودند که برای تئاتر تجاری نوشته شده بودند.
به گفتهٔ «ورا تاسیس»، یکی از زندگی‌نامه‌نویسان وی، کالدرون بین سال‌های ۱۶۲۵ و ۱۶۳۵ در ارتش اسپانیا در ایتالیا و فلاندر خدمت می‌کرد؛ اما اسناد رسمی متعددی وجود دارد که نقض این مطلب را نشان می‌دهند؛ بر اساس این اسناد کالدرون در طول این سال‌ها در مادرید اقامت داشته‌است. در اوایل سال ۱۶۲۹ یکی از برادران او توسط یک بازیگر که در محراب یک صومعه بود چاقو خورد؛ کالدرون، به همراه دیگر برادرش و چند پاسبان، برای بازداشت مجرم در صومعه را شکست (که اتفاقاً یکی از راهبه‌های این صومعه دختر همکار نمایشنامه‌نویسش، لوپه د وگا بود). واعظ مشهور آن روزگار، هورتنزیو فلیکس پاراویسیو (به اسپانیایی: Hortensio Félix Paravicino)، این اقدام کالدرون را در خطبهٔ موعظه در حضور فیلیپ چهارم تقبیح کرد؛ کالدرون با معرفی «شاهزادهٔ دائمی» (به اسپانیایی: El príncipe constante) به او پاسخ داد، که اشاره‌ای است تمسخرآمیز خطابهٔ شیوای پاواریسیو. کالدرون به سه روز بازداشت خانگی مجازات شده و مجبور به حذف سطور توهین‌آمیز از متن این نمایش‌نامه گشت.
پس از درگذشت لوپه د وگا در سال ۱۶۳۵، کالدرون به عنوان شاخص‌ترین نمایشنامه‌نویس اسپانیایی دوران شناخته شده بود. کالدرون طرفداران قابل‌توجهی هم در مجلس پیدا کرد و در نتیجه در حدود سال‌های ۱۶۳۶-۱۶۳۷ توسط فیلیپ چهارم به لقب شوالیهٔ تحت امر سانتیاگو نایل گشت، که برایش فرصتی ایجاد کرد تا مجموعه‌ای از نمایش‌های تماشایی را در تئاتر سلطنتی، در کاخ تازه‌ساز بوئن رتیرو به روی صحنه ببرد.
در مه ۲۸ سال ۱۶۴۰ او به عضویت لشکر زره‌پوش سواره در آمد که اخیراً توسط «گاسپار د گوزمان ی پیمنتل، کنت-دوکِ اولیورا» ایجاد شده بود. در نبرد کاتالونیا شرکت کرد، و در تاراگونا از خود سلحشوری‌های تحصین‌برانگیزی نشان داد. در نوامبر سال ۱۶۴۲ با از دست دادن سلامتی‌اش، از ارتش بازنشسته شد، و سه سال بعد به پاس خدماتش در صحنهٔ نبرد یک مستمری ویژهٔ نظامی به وی اهدا شد.
وضع زندگی او در طی چند سال پس از آن بر ما نامعلوم است. برادرش، دیه‌گو کالدرون، در ۱۶۴۷ درگذشت. پسری، به نام پدرو خوزه، از کالدرون و یک زنی ناشناس بین سال‌های ۱۶۴۷ و ۱۶۴۹ متولد شد؛ مادر کودک چندی بعد درگذشت. کالدرون نگهداری از پسرش را، شاید به دلایل مشکلات شخصی، به برادرزاده‌اش، خوزه، پسر برادرش دیه‌گو، می‌سپارد. در سال ۱۶۵۰ کالدرون تبدیل به سومین مقام عالی تحت امر سنت فرانسیس شد، و در نهایت به مقام کشیشی پیوست. او در سال ۱۶۵۱ واضع شرعی گشته، و کشیش سان سالوادور مادرید شد. بنا به اظهاراتی که یکی دو سال بعد بیان کرده‌است، او تصمیم به ترک نوشتن درام‌های دنیوی برای تئاتر تجاری گرفت.
اگرچه او خیلی جدی به این قطعنامه پایبند نبود، با این حال از آن پس عمدتاً به نوشتن نمایشنامه‌های اساطیری و اتو سکرمنتالهایی — نمایش مذهبی تک‌پرده‌ای-تمثیلی مذهبی که رمز و راز عشای ربانی را نشان می‌دهند — برای اجرا در جشن کورپس کریستی، برای سالن تئاتر پرداخت. در سال ۱۶۶۲ دو نمایش «اتو»ی کالدرون، یعنی «دستورهای نظامی» (به اسپانیایی: Las órdenes militares) و «بابِل عرفانی و حقیقی» (به اسپانیایی: Mística y real Babilonia) توسط تفتیش عقاید مورد بررسی قرار گرفتند؛ که در نتیجه این دو متن سانسور شده، نسخه‌های خطی آن را مصادره گردید، و تا سال ۱۶۷۱ محکوم باقی‌ماند.
در سال ۱۶۶۳ کالدرون از طرف فیلیپ چهارم به درجهٔ قاضی عسگر افتخاری منصوب شد، و این مقام تا به جانشینان وی ادامه دارد. در هشتادویکمین سال زندگی‌اش برای آخرین بار و به افتخار ازدواج کارلوس دوم با ماریا لوئیزای اورلئانز نمایشنامه‌ای دنیوی به نام «سرنوشت و نشان لئونیدو و مارفیسا» (به اسپانیایی: Hado y Divisa de Leonido y Marfisa) نوشت. با وجود موقعیت وی در مجلس و محبوبیتش در سراسر اسپانیا، به نظر می‌رسد که در سال‌های آخر عمر در فقر نسبی به‌سر می‌برد.

## سبک نوشتاری
کالدرون آغازگر چیزی بوده‌است که امروزه به دور دوم دوران طلایی تئاتر اسپانیولی موسوم است. در حالی که سلف او، لوپه د وگا، پیشگام فرم‌های دراماتیک و ژانرهای اسپانیایی عصر طلایی تئاتر بود، کالدرون آن‌ها را جلا داده و تکمیل کرد. در حالی که قدرت لوپه در خود به خودی و ذاتی بودن آثار او نهفته‌است، قدرت آثار کالدرون در ظرفیت‌های زیبایی شاعرانه، ساختار دراماتیک و عمق فلسفی آن نهفته‌است. کالدرون کمال‌گرایی بود که غالباً نمایشنامه‌هایش را بازخوانی شده و بازسازی می‌کرد، حتی اگر زمانی طولانی از عرضهٔ آن گذشته باشد. این کمال‌گرایی نه تنها کارهایش را محدود نمی‌کرد، بلکه بسیاری از نمایش‌هایش را از روی نمایش‌های موجود یا صحنه‌های ساخته شده توسط دراماتیست‌های دیگر بازسازی می‌کرد، و به آن‌ها عمق، پیچیدگی و انسجام بیشتری می‌بخشید. (بسیاری از نمایشنامه نویسان از آن زمان کشورهای اروپایی، مانند مولیر، کورنی و شکسپیر، نمایشنامه‌های قدیمی را به همین صورت بازسازی می‌کردند). مهمتر از همه، کالدرون در ژانر از «نمایش مذهبی» سرآمد دیگران است، که در آن او ظرفیت ظاهراً پایان ناپذیری را برای دستیابی به فرم‌های دراماتیک جدید از مصالح دینی موجود نشان داد. کالدرون نوشت ۱۲۰ «کمدیاً، ۸۰»نمایش مذهبی" و ۲۰ نمایش‌های کمدی کوتاه که «انترمس» نامیده می‌شوند، نوشت. اگرچه از شهرت او در طول قرن هجدهم رفته رفته کاسته شد، با ترجمهٔ آثارش به آلمانی توسط یوهان ولفگانگ گوته، دوباره کشف شد، و از آن هنگام به بعد، او به‌طور گسترده‌ای به عنوان یکی از بهترین نمایشنامه‌نویسان جهان غرب دنیای باروک در نظر گرفته شده‌است. 
مشهورترین نمایشنامه غیرمذهبی کالدرون " زندگی یک رویاست"، استعاره‌ای فیلسوفانه درباره وضعیت انسان و راز آفرینش است.
کالدرون را بیشتر به خاطر نمایش های مذهبی‌اش ستوده اند، زیرا این شکل دراماتیک را کمال بخشید.

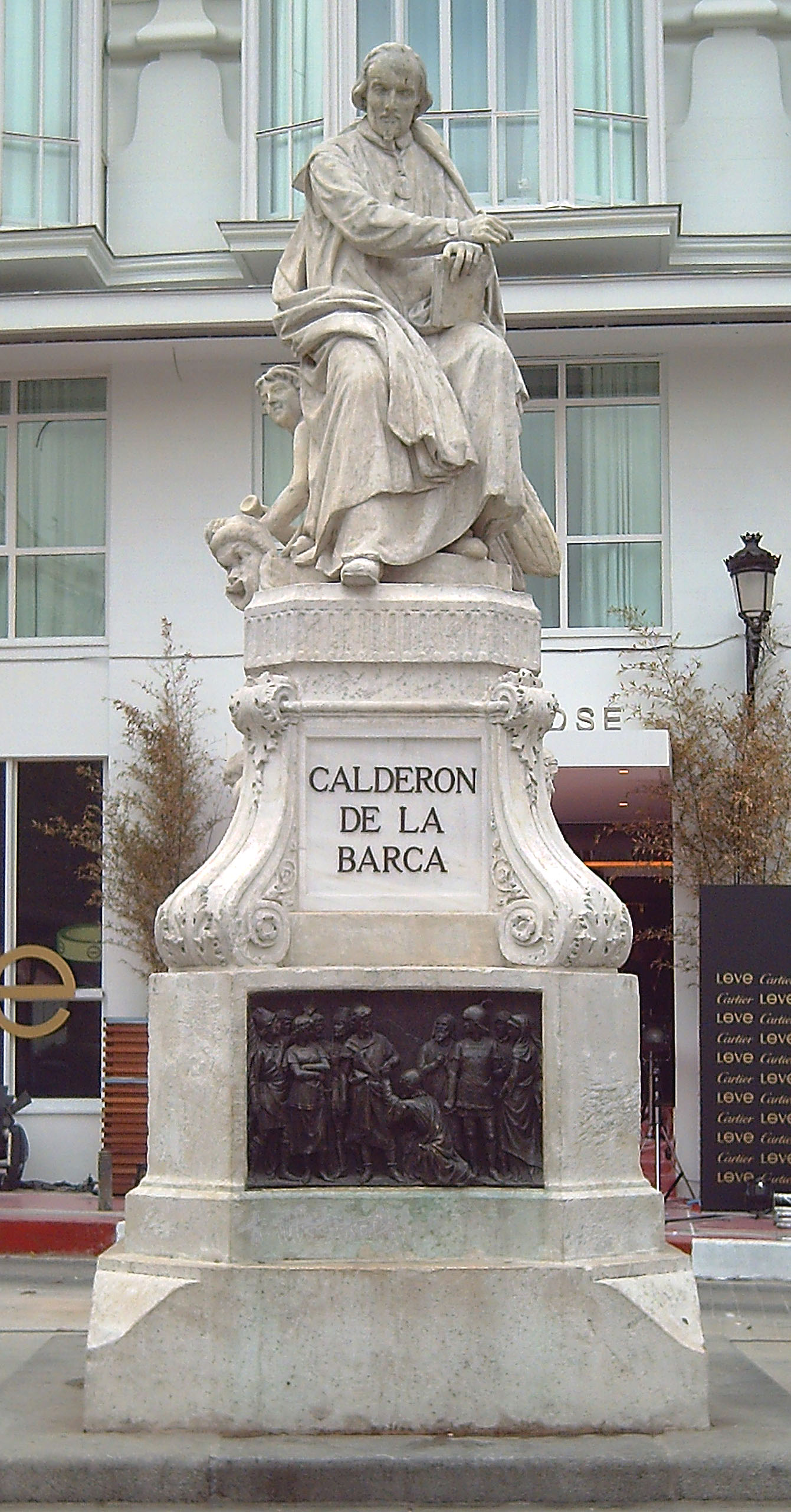
بنای یادبود کالدروندر مادرید (جی. فیگوئراس, ۱۸۷۸).

## برگزیده آثار
برخی از آثار کالدرون، به ویژه توسط دنیس فلورانس مک‌کارتی، ادوارد فیتزجرالد و آدریان میچل به زبان انگلیسی ترجمه شده‌است. یک ترجمهٔ انگلیسی عمده جدید از La vida es sueño توسط انتشارات دانشگاه کلرادو در سال ۲۰۰۴ منتشر شد.
- جراح افتخار او (El médico de su honra)
- زندگی یک رؤیاست (El médico de su honra)
- شهردار زالامئا (El Alcalde de Zalamea)
- شبح‌بانو (La Dama duende)
- خانهٔ دو در (Casa con dos puertas)
- ساحر زبده (El Mágico prodigioso)
- تقوا بر صلیب (La Devoción de la Cruz)
- تئاتر بزرگ جهان (El Gran Teatro del mundo)
- جهان بازار مکاره‌است (El Gran Mercado del mundo)
- نقاش بی‌احترامی او (El Pintor de su deshonra)
- نابغهٔ آلمان (El Prodigio de Alemania) (با همکاری آنتونیو کوئلّو)

## در ادبیات مدرن
در سال ۱۹۹۸ پدرو کالدرون در رمان «خورشید بر فراز بره‌دا» ی آرتورو پرز-ره‌وِرته ظاهر شد، که دست می‌گذارد بر این فرضیه که وی در ارتش اسپانیولی در فلاندر در خدمت کرده و او را در نبرد اودکرک نیروهای اسپانیایی درحالی مجسم می‌کند، که به کتابدارهای محلی در نجات کتاب‌ها، از سالن کتابخانه در حال سوختن شهر کمک می‌کند.

## کتاب‌شناسی

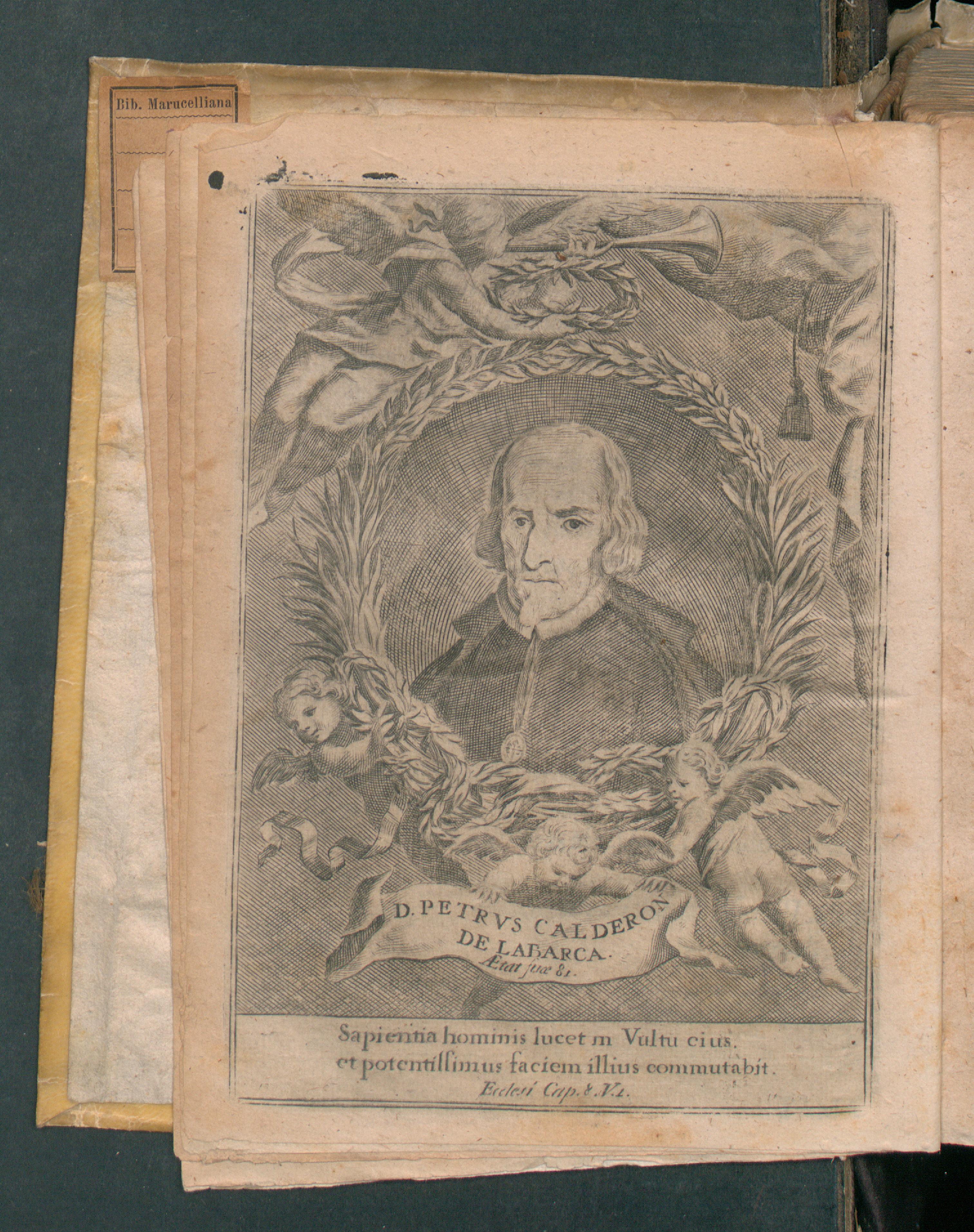
Comedias verdaderas, 1726

## پی‌نوشت
1. ↑  Eckermann, J.P. "Conversations with Goethe", 1838-1846: Goethe regarded Calderón as high as Shakespeare, even commenting his plays to be of greater structural-perfection than those of the Bard due to Calderón mending them once and again.
2. ↑  Durant, W. and Durant, A. (1989). “The Story of Civilization: Age of Reason Begins,”, World Library, Inc., USA.